# Ставицкий, Эдуард Анатольевич
Эдуа́рд Анато́льевич Стави́цкий (укр. Едуард Анатолійович Ставицький; род. 4 октября 1972, Лебедин, Сумская область, УССР, СССР) — украинский политик и государственный деятель. Министр экологии и природных ресурсов Украины (2012), Министр энергетики и угольной промышленности Украины (2012—2014).
Находится под персональными санкциями США с 30 июля 2015 года.

## Образование
В 1994 году окончил Государственную горную академию Украины, по специальности горный инженер. В 2003 году Национальную академию государственного управления (НАГИ) магистром государственного управления.

## Карьера
В 1994—2002 годах работал менеджером ЗАО «Научно-производственное объединение „Экологическое топливо Украины“» (г. Александрия, Кировоградская область), в 2002—2006 годах — председатель правления.
С 2002 года — почётный президент ООО «Детско-юношеский футбольный клуб „Кристалл-аметист“» (г. Александрия, Кировоградская область).
В 2006—2007 годах — советник Министра охраны окружающей природной среды Украины.
В 2007—2010 годах — председатель правления Национальной акционерной компании «Недра Украины».
С 28 декабря 2010 по 20 апреля 2012 года — Председатель Государственной службы геологии и недр Украины.
20 апреля 2012 по 24 декабря 2012 года — Министр экологии и природных ресурсов Украины.
Депутат Житомирского областного совета 6 созыва (с ноября 2010 года), член Постоянной комиссии по вопросам Чернобыльской катастрофы, экологии и использования природных ресурсов.
С 24 декабря 2012 по 27 февраля 2014 года — Министр энергетики и угольной промышленности Украины.

## После событий на Украине 2014 года
В 2014 году покинул Украину и переехал в Израиль, получив, являясь этническим евреем, гражданство этой страны. Критикует руководство Украины, пришедшее к власти в результате политического кризиса в 2014 году.
В марте 2014 года в ходе обыска в доме Ставицкого правоохранители Украины обнаружили 42 кг золота, 4,8 млн долл. США, большое количество изделий из драгоценных металлов, множество документов на недвижимость, доли в компаниях, земельные участки, документы на регистрацию зарубежных компаний в различных оффшорных юрисдикциях, банковские карточки, документацию на счета в ряде банков.
В 2014 году народный депутат Украины Сергей Лещенко сообщил, что Эдуард Ставицкий сменил фамилию на Эдуард Розенберг (Eduard Rosenberg), новую фамилию получила и его жена — Елена Розенберг (Helena Rosenberg). Целью смены фамилии было избежание ареста, поскольку экс-министр пребывает в розыске по линии Интерпола.
В 2016 году Израильская контрразведка задержала в одном из аэропортов страны беглого Ставицкого при попытке улететь в Россию. Ставицкий пытался вылететь в Российскую Федерацию как гражданин Израиля Натан Розенберг. После задержания в аэропорту Израиля, дома у Ставицкого проведены обыски, в ходе которых изъяты загранпаспорта Эдуарда Ставицкого и Натана Розенберга, $400 тыс. и €200 тыс., а также драгоценности и часы на общую сумму $500 тысяч. По информации собеседника, сотрудники службы безопасности Израиля проводили спецоперацию в рамках уголовного дела против Ставицкого-Розенберга по факту легализации (отмывания) им средств и иного имущества, полученных преступным путём на территории Украины. Ставицкий является фигурантом уголовного производства, открытому по фактам совершения лицами из числа высшего руководства государства преступлений по статьями «присвоение, растрата имущества путём злоупотребления служебным положением в особо крупных размерах», а также «легализация (отмывание) доходов, полученных преступным путём».
В 2017 году прокуратура Винницкой области объявила подозрение экс-начальнице государственной регистрации актов гражданского состояния за подделку документов для жены Эдуарда Ставицкого. Злоупотребляя служебным положением, экс-чиновница вместе с сообщниками подделали и составили заведомо неправдивые официальные документы о национальности тещи Эдуарда Ставицкого для того, чтобы его жена получила гражданство Израиля.